# 879 هـ
879 هـ هي سنة في التقويم الهجري امتدت مقابلةً في التقويم الميلادي بين سنتي 1474 و1475.

## وفيات
- ابن قطلوبغا
- القوشجي
- محيي الدين الكافيجي
- ابن أمير حاج